# جيري شوبرت
جيري شوبرت (بالتشيكية: Jiří Schubert)‏ (18 أبريل 1988 بملادا بوليسلاف في التشيك - ) هو لاعب كرة قدم تشيكي في مركز الهجوم. لعب مع نادي ملادا بوليسلاف وFK Varnsdorf ‏.

## وصلات خارجية
- جيري شوبرت على موقع قاعدة بيانات كرة القدم.إي يو (الإنجليزية)
- جيري شوبرت على موقع Soccerway.com (الإنجليزية)